# Prasinocyma permitis
Prasinocyma permitis là một loài bướm đêm trong họ Geometridae.